# Rezolucje Rady Bezpieczeństwa ONZ z roku 1984
Stałe miejsca w Radzie Bezpieczeństwa ONZ posiadają:
- ChRL
- Francja
- ZSRR
- Stany Zjednoczone
- Wielka Brytania

W roku 1984 członkami niestałymi Rady były:
- Burkina Faso
- Egipt
- Zimbabwe
- Pakistan
- Indie
- Peru
- Nikaragua
- Malta
- Holandia
- Ukraińska SRR

## Rezolucje
Rezolucje Rady Bezpieczeństwa ONZ przyjęte w roku 1984: 
- 546 (w sprawie Angoli i RPA)
- 547 (w sprawie RPA)
- 548 (w sprawie Brunei)
- 549 (w sprawie Izraela i Libanu)
- 550 (w sprawie Cypru)
- 551 (w sprawie Izraela i Syrii)
- 552 (w sprawie Iranu)
- 553 (w sprawie Cypru)
- 554 (w sprawie RPA)
- 555 (w sprawie Izraela i Libanu)
- 556 (w sprawie RPA)
- 557 (w sprawie Izraela i Syrii)
- 558 (w sprawie RPA)
- 559 (w sprawie Cypru)